# Trolejbusy w Kingston upon Hull
Trolejbusy w Kingston upon Hull – zlikwidowany system trolejbusowy w mieście Kingston upon Hull, w Anglii, w Wielkiej Brytanii. Został otwarty 25 lipca 1937 r. i zastąpił zlikwidowany miejscowy system tramwajowy.
Na tle pozostałych, nieistniejących już systemów trolejbusowych w Wielkiej Brytanii, system w Kingston upon Hull był średniej wielkości; istniało łącznie 7 linii, maksymalnie posiadano 100 trolejbusów. Został zlikwidowany 31 sierpnia 1964 r.
Do dziś nie zachował się żaden z dawnych trolejbusów z Kingston upon Hull.